# Liste der Einträge im National Register of Historic Places im Ferry County
Diese Liste der Einträge im National Register of Historic Places im Ferry County enthält alle im Ferry County, Washington in das National Register of Historic Places eingetragenen Gebäude, Bauwerke, Objekte, Stätten oder historischen Distrikte.
Diese Liste entspricht dem Bearbeitungsstand des National Park Service/National Register of Historic Places vom 16. August 2024.

## Legende
| NRHP | Historic Place             |
| HD   | National Historic District |

## Aktuelle Einträge
| [ 2 ] | Name                                          | Bild                                          | Eintragsdatum                 | Lage                                                                          | Ort          | Beschreibung |
| ----- | --------------------------------------------- | --------------------------------------------- | ----------------------------- | ----------------------------------------------------------------------------- | ------------ | ------------ |
| 1     | Ansorge Hotel                                 | weitere Bilder                                | 26. März 1979 ID-Nr. 79002530 | River St. und Railroad Ave. 48° 53′ 2″ N, 118° 35′ 51″ W                      | Curlew       |              |
| 2     | Barstow Bridge                                |                                               | 30. März 1995 ID-Nr. 95000263 | US 395 und Co. Rd. 4061 über den Kettle River 48° 47′ 4,6″ N, 118° 7′ 31,7″ W | Kettle Falls |              |
| 3     | Columbia River Bridge at Kettle Falls         | weitere Bilder                                | 28. März 1995 ID-Nr. 95000260 | US 395 über den Columbia River 48° 37′ 34″ N, 118° 7′ 1″ W                    | Kettle Falls |              |
| 4     | Creaser Hotel                                 | Creaser Hotel                                 | 12. Apr. 1982 ID-Nr. 82004211 | 664 Church Ln. 48° 38′ 56″ N, 118° 44′ 1″ W                                   | Rebuplic     |              |
| 5     | Curlew Bridge                                 | Curlew Bridge                                 | 16. Juli 1982 ID-Nr. 82004210 | über den Kettle River 48° 53′ 8″ N, 118° 36′ 1″ W                             | Curlew       |              |
| 6     | Curlew School                                 | weitere Bilder                                | 28. Nov. 1980 ID-Nr. 80003998 | an der WA 4A 48° 52′ 50″ N, 118° 35′ 52″ W                                    | Curlew       |              |
| 7     | Fairweather-Trevitt House                     | weitere Bilder                                | 10. Aug. 2000 ID-Nr. 00000975 | 645 Kaufman 48° 38′ 55″ N, 118° 38′ 25″ W                                     | Republic     |              |
| 8     | Ferry County Courthouse                       | Ferry County Courthouse                       | 4. Mai 2018 ID-Nr. 100002404  | 350 E Delaware Ave. 48° 38′ 56,4″ N, 118° 44′ 4,6″ W                          | Republic     |              |
| 9     | Kettle Falls District                         | Kettle Falls District                         | 20. Nov. 1974 ID-Nr. 74000352 | Adresse nicht veröffentlicht                                                  | Kettle Falls |              |
| 10    | Orient Bridge                                 | weitere Bilder                                | 16. Juli 1982 ID-Nr. 82004297 | Richardson Rd. über den Kettle River 48° 51′ 59″ N, 118° 11′ 52″ W            | Orient       |              |
| 11    | Jesse W. and Elizabeth Slagle House           | weitere Bilder                                | 11. Mai 2011 ID-Nr. 11000279  | 912 S. Keller St. 48° 38′ 41″ N, 118° 44′ 11″ W                               | Republic     |              |
| 12    | U.S. Inspection Station – Ferry, Washington   | U.S. Inspection Station – Ferry, Washington   | 10. Sep. 2014 ID-Nr. 14000611 | 3559 T.B.C. Rd. 48° 59′ 59,6″ N, 118° 30′ 12,6″ W                             | Curlew       |              |
| 13    | U.S. Inspection Station – Laurier, Washington | U.S. Inspection Station – Laurier, Washington | 10. Sep. 2014 ID-Nr. 14000612 | US 395 48° 59′ 58,6″ N, 118° 13′ 27,5″ W                                      | Laurier      |              |